# Ярыш-Марды
Ярыш-Марды (чечен. Ярашмаьрда) — село в Шатойском районе Чеченской Республики в России. 
Административный центр Ярыш-Мардинского сельского поселения.

## География

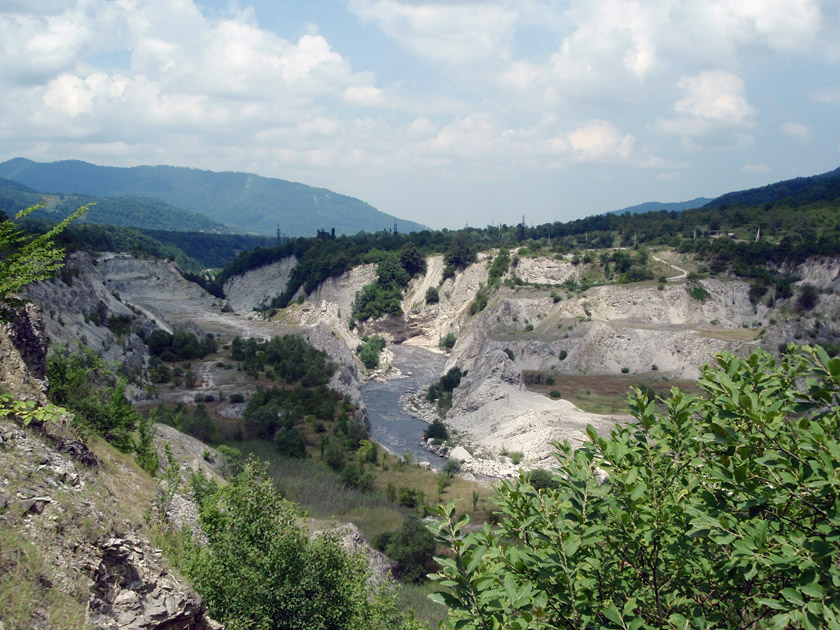
Вид на противоположный берег Ярыш-Марды и дорогу ведущая в село.

Село расположено на правом берегу реки Аргун, в 36 км к югу от города Грозный и в 27 км к юго-востоку от Урус-Мартана.
Ближайшие населённые пункты: на северо-западе — село Чишки, на северо-востоке — село Дачу-Борзой, на востоке — село Улус-Керт, на юге — село Зоны и на юго-западе — село Малые Варанды.

## История
Прежние названия села: Алебастрово, Алебастровый, Ярын-Мерды.
В 1944 году, после депортации чеченцев и ингушей, и упразднения Чечено-Ингушской АССР, селение Ярыш-Марды было переименовано в Алебастровый и заселено выходцами из соседнего Дагестана.
В 1977 году указом Президиума ВС РСФСР село Алебастрово было переименовано в Ярышмарды.
В ходе Первой чеченской войны возле села произошёл известный бой, в котором чеченские боевики уничтожили колонну 245-го мотострелкового полка российской армии.
1 января 2020 года село вместе со всей территорией сельского поселения передаётся из состава Грозненского района в Шатойский район.

## Население
| 1990 | 2002 | 2010 | 2012 | 2013 | 2014 | 2015 |
| ---- | ---- | ---- | ---- | ---- | ---- | ---- |
| 277  | ↘0   | ↗49  | ↗54  | ↗64  | ↘60  | ↗61  |
| 2016 | 2017 | 2018 | 2019 | 2020 | 2021 | 2023 |
| ↗64  | →64  | ↘60  | →60  | ↗66  | ↗273 | ↗276 |
| 2024 |      |      |      |      |      |      |
| ↗279 |      |      |      |      |      |      |

## Улицы
В селе всего три улицы — Верхняя, Центральная и Школьная. 